# Stradovo
Stradovo (szerbül: Страдово), település Szerbiában, a Raškai körzet Novi Pazar községében.

## Népesség
- 1948-ban 111 lakosa volt.
- 1953-ban 132 lakosa volt.
- 1961-ben 118 lakosa volt.
- 1971-ben 92 lakosa volt.
- 1981-ben 64 lakosa volt.
- 1991-ben 33 lakosa volt.
- 2002-ben 19 lakosa volt, akik mindannyian szerbek.